# Hisashi Tsuzawa
Hisashi Tsuzawa (jap. 津沢寿志, Tsuzawa Hisashi; * 8. Juni 1948) ist ein ehemaliger japanischer Judoka, der 1971 Weltmeister in der Gewichtsklasse bis 70 Kilogramm war.
Hisashi Tsuzawa gewann 1971 den Titel bei den japanischen Meisterschaften. Bei den Weltmeisterschaften 1971 bezwang er im Pool-Finale den Polen Antoni Zajkowski und im Halbfinale Dietmar Hötger aus der DDR. Im Finale besiegte er seinen Landsmann, den Titelverteidiger Hiroshi Minatoya. 1972 und 1974 belegte Tsuzawa jeweils einen dritten Platz bei den japanischen Meisterschaften, konnte sich aber nicht mehr für internationale Einsätze qualifizieren.